# 韓國環球影城
韓國環球影城（韓語：유니버설 스튜디오 코리아）是一個已停止修建的國際大型主題公園，位於韓國京畿道華城市，鄰近仁川國際機場與京畿道道廳所在水原市，原本預計2020年落成。韓國環球影城是環球影業第三個在亞洲興建的主題公園，其面積預算達4.36平方公里，遠超過其他的環球影城，總投資額更達三兆億韓圜，由國內娛樂民生產業龍頭樂天集團等15個機構共同開發，其中樂天持有27%股份為最大韓國股東，浦項鋼鐵(POSCO)為次大股東。韓國環球影城最早於2007年宣佈興建，當時預計2012年完工，但剛巧2008年遇上金融海嘯，動工日期一直拖延到2010年。據了解，樂天集團將在該地另外興建樂天飯店。该计划于2017年宣布取消。